# Inga Lindström: Sommer in Norrsunda
Sommer in Norrsunda ist ein deutscher Fernsehfilm von Thomas Herrmann aus dem Jahr 2008. Er ist Bestandteil des ZDF-Herzkino-Sonntagsfilms und der 25. Film der Inga-Lindström-Reihe nach der gleichnamigen Erzählung von Christiane Sadlo. Die Hauptrollen sind mit Ina Paule Klink, Markus Meyer, Susanne Uhlen und Michael Mendl besetzt.

## Handlung
Lena hat gerade ihr Studium in Architektur bestanden und will eigentlich mit ihrem guten Freund Felix nach Island verreisen, entschließt sich aber zunächst zu ihrer Mutter nach Norrsunda zu gehen, um ihr die gute Nachricht zu überbringen. Marius Sörenson ist Anwalt in einer angesehenen Kanzlei in Stockholm und übernimmt von seinem Kollegen den Fall Lagerson, hat aber Probleme zu Hause, weil das Kindermädchen seiner drei Kinder dringend nach Mexiko musste. Deshalb entscheidet er, mit den Kindern zu seinem Vater nach Norrsunda zu gehen. Als er auf der Fähre unterwegs ist, erhält er einen Anruf, kann ihn aber nicht beenden, da der Akku leer ist. Lena beobachtet die Szene und leiht ihm ihr Handy. Marius Vater hat Probleme mit Lenas Mutter, da ihr Pferd Moses immer wieder verschwindet und den Garten von Sten Sörenson verwüstet.
Helena Bergmann ist überrascht, als plötzlich ihre Tochter vor ihr steht, freut sich aber sehr über den Besuch. Sie hat für Lena bereits einen Vorstellungstermin beim renommierten Architekturbüro   Stegmann und Partner vereinbart, was Lena aber gar nicht passt. Als Marius mit den Kindern bei seinem Vater eintrifft, ist dieser nur gespielt erfreut über den Besuch. Er befürchtet Chaos in seinem perfekt geordneten Leben. Lena ist mit dem Ruderboot auf dem See unterwegs, als sie Marius übersieht und mit ihm zusammenstößt, der eine Runde schwimmen wollte. Sie nimmt ihn im Boot mit und zeigt ihm ihren Lieblingsplatz auf der Insel im See. Die beiden sind sich auf Anhieb sympathisch. Sten macht gute Miene zum bösen Spiel, als die Kinder seinen Steingarten verwüsten.
Helena bringt Lena am nächsten Morgen das Frühstück ans Bett, als sie wieder nach unten will, stolpert sie und stürzt die Treppe hinunter. Im Krankenhaus stellt sich heraus, dass sie das Bein gebrochen und eine Gehirnerschütterung hat. Marius will sich bei seinem Vater entschuldigen, weil sie alles durcheinanderbringen, er zeigt sich aber verständnisvoller als am Vortag. Bis Moses wieder im Garten steht. Marius will das Pferd zurückbringen, als er unterwegs Lena antrifft, die Moses abholen will. Dabei findet sie heraus, dass er der Sohn von Sten Sörenson ist. Lena möchte Marius zum Dank zum Abendessen einladen, er hat aber wegen seinem Fall momentan keine Zeit. Als Lena mit dem Motorrad in den Ort unterwegs ist, überfährt sie fast Kaja – Marius Tochter – die mit dem Fahrrad nicht aufpasst. Lena erzählt ihrer Mutter vom Zusammentreffen mit Marius, ihre Mutter denkt schon, dass Lena sich verliebt hat. Marius hat Probleme mit Kaja, weil sie sich nicht an die Regeln hält. Er verbietet ihr, sich wieder mit Lasse und seinen Freunden zu treffen.
Nachdem Marius Sohn Titus wieder Alpträume wegen dem Tod seiner Mutter hatte, entschließt sich Marius, noch eine Runde joggen zu gehen. Dabei sieht er das Pferd von Lena und entdeckt, dass sie gerade im See schwimmt. Nun lädt er sie zum Essen am nächsten Abend ein, danach küsst er sie spontan. Als Moses am nächsten Morgen wieder im Garten von Sten steht, geht er selbst bei Helena vorbei, um sich darüber zu beschweren. Dabei lernt er auch Lena kennen. Marius versucht Kaja davon zu überzeugen, dass es Alternativen gibt, wie man sich beschäftigen kann und bringt sie zum Hof von Helena, da er ihr Reitunterricht ermöglichen will. Dies machen sie aber nicht, dafür brauchen sie Hilfe im Stall. Als Gegenleistung darf sie am Abend eine Stunde reiten. Marius muss dringend nach Stockholm, er bittet deshalb seinen Vater, allein auf die Kinder aufzupassen.
Felix besucht überraschend Lena und sie stellt ihn ihrer Mutter vor. Helena meint schon wieder, dass er ein Mann für sie wäre, aber Lena erklärt ihr nochmals, dass Felix schwul ist und einen Freund hat. Als er sie am Abend zum Essen einladen will, beichtet sie ihm, dass sie einen Mann kennengelernt hat und mit ihm verabredet ist. Lena fährt mit Marius auf ihre Insel, wo sie ein Abendessen vorbereitet hat. Währenddessen kümmert sich Sten rührend um seine Enkelkinder. Die beiden verbringen die Nacht zusammen auf der Insel. Wieder zu Hause erzählt Marius seinem Vater davon, dass er eine Frau kennengelernt hat. Titus ist auch schon wach und stellt fest, dass Kaja nicht da ist. Marius geht sie suchen und findet sie im Stall bei den Pferden. So erfährt Lena davon, dass er Kinder hat. Sie ist eingeschnappt, weil sie meint, es gäbe auch noch eine Frau dazu. Der Rest der Familie kommt auch noch vorbei, so lernen Lena und Helena alle Sörensons kennen.
Sten redet Marius ins Gewissen, nachdem er gemerkt hat, dass Lena diejenige ist, in die sich sein Sohn verliebt hat. Er empfiehlt ihm, ihr die ganze Situation in Ruhe nochmals zu erklären. Marius ruft Lena an, weil er sich mit ihr treffen will. Sie wiegelt jedoch ab und behauptet, dass sie heute noch nach Island abreist. Ihre Mutter bekommt das mit und unterstellt ihr, dass sie nur vor den Problemen davonlaufen will. Sten besucht Helena, um sich zu entschuldigen, sie lädt ihn auf einen Kaffee ein. Als er wieder nach Hause kommt, spricht er mit Marius über das Treffen und bittet ihn nochmals, mit Lena zu reden, bevor sie abreist. Kaja meldet sich bei Lena, weil sie wieder im Stall arbeiten will, dabei kommen sie ins Gespräch. So erfährt Lena, dass ihre Mutter verstorben ist. Sie kann sie davon überzeugen, dass sie die Richtige für ihren Vater ist. Lena sucht Marius, sie findet ihn am See und sie fahren gemeinsam auf die Insel. Dort sprechen sie sich aus, er empfiehlt ihr, ihrer Mutter endlich die Wahrheit zu sagen, dass sie momentan gar nicht Architektin werden will. Lena und ihre Mutter stellen fest, dass sie nicht richtig miteinander darüber gesprochen haben, was sie eigentlich wollen.
Als sich alle vor dem Haus von Sten zu einem Essen treffen, verschüttet Lena zunächst ein Glas Wein und danach taucht auch noch Moses auf der Wiese auf, doch Sten lässt sich dadurch nicht mehr aus der Ruhe bringen. Lena, Marius und die Kinder versuchen das Pferd einzufangen, während Sten und Helena zusammen ein Glas Wein trinken.

## Hintergrund
Sommer in Norrsunda wurde vom 14. Juli bis zum 8. August 2008 an Schauplätzen in Schweden gedreht. Produziert wurde der Film von der Bavaria Fiction GmbH.

## Rezeption

### Einschaltquote
Die Erstausstrahlung am 14. Dezember 2008 im ZDF wurde von 5,60 Millionen Zuschauern gesehen.

### Kritiken
Die Kritiker der Fernsehzeitschrift TV Spielfilm zeigten mit dem Daumen nach unten und fassten den Film mit den Worten „Dünnes Geschichtchen mit netten Leuten“ kurz zusammen.